# Bouteille de Coca-Cola

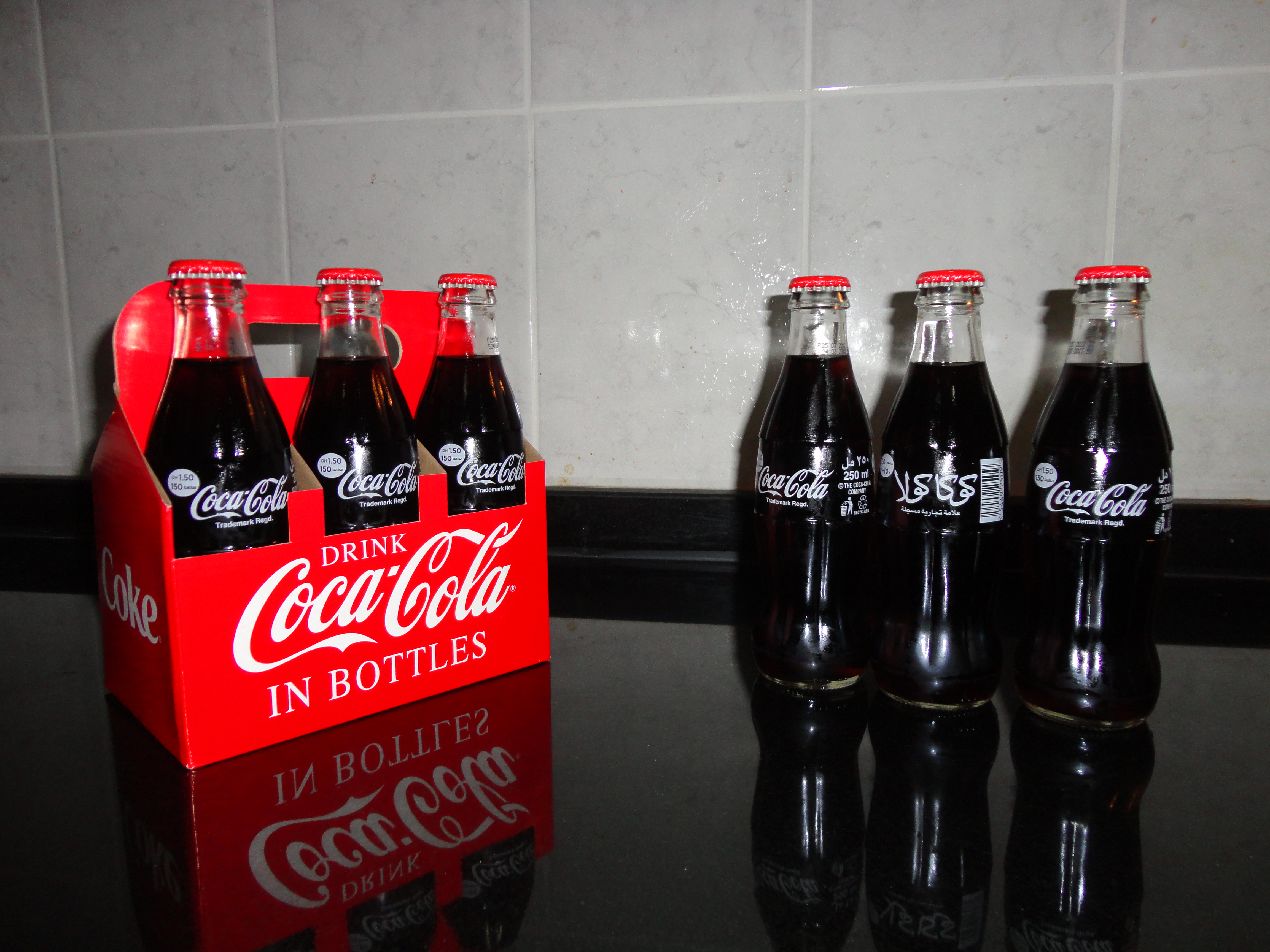
Pack de six bouteilles de Coca-Cola inspirées du design traditionnel.

Une bouteille de Coca-Cola est, au sens large, n'importe quelle bouteille contenant du Coca-Cola, un soda de la Coca-Cola Company. Dans un sens plus restreint, il s'agit d'un type de bouteille en verre spécifique dans lequel la boisson gazeuse américaine est distribuée, autrefois exclusivement et désormais seulement marginalement. Icône du design dont le profil courbe remarquable est parfois utilisé par la marque comme logotype, elle a été maintes fois représentée dans l'art, notamment par Salvador Dalí dans Poésie d'Amérique dès 1943 ou encore par Andy Warhol dans Green Coca-Cola Bottles en 1962.